# Caimari
Caimari es una localidad española perteneciente al municipio de Selva, comarca de El Raiguer, situado al pie de la sierra de Tramuntana, entre los pueblos de Mancor del Valle (3,4 km) y Binibona (2,3 km.), en Mallorca, comunidad autónoma de las Islas Baleares. Tiene una población (2021) de 812 habitantes.
Caimari tiene una etimología problemática, posiblemente de origen mozárabe.
El área territorial asignada desde el siglo XIV experimenta grandes reducciones hasta limitar a poniente con el camino que va de Selva a la común y, a mediodía, con el torrente que fluye desde el camino mencionado hasta el puente de en Moratón y el camino de Pollensa.

## Etimología
El nombre de Caimari es uno de esos topónimos, que con el transcurso de los siglos, se ha mantenido opaco. Todavía hoy es difícil confirmar plenamente ninguna de las muchas hipótesis sobre el significado original de Caimari, con una grafía que se ha ido modificando con el paso del tiempo (Caymarix le Aben-leube, Caymarix Labelembe o Caymaritx Labenleube, Queymaritx, Caymari).
Pero sin duda, la hipótesis a la cual se da preferencia es la que atribuye a Caimàritx el significado de "conjunto de cuevas". Se basa en el hecho fonético que el grupo sm puede convertirse en im, y expone que Caimari podría venir de casmari, derivado de chasma, abismo, en griego.

## Fiestas populares
En Caimari las fiestas patronales se celebran día 15 de agosto, en honor a la Virgen de la Asunción, día en que se rinde homenaje a los vecinos de mayor edad, y en qué todos los habitantes se reúnen en una cena popular que tiene lugar en la plaza Mayor.
En Semana Santa, además de las procesiones religiosas, se escenifica el Descenso de la Cruz (Davallament de la Creu) que tiene lugar en Fornassos, la parte más elevada del pueblo. Al día siguiente de Pascua a cada uno de los núcleos se celebran Pancaritats (romerías) con destino a emplazamientos cercanos donde la gente comparte una comida al aire libre.

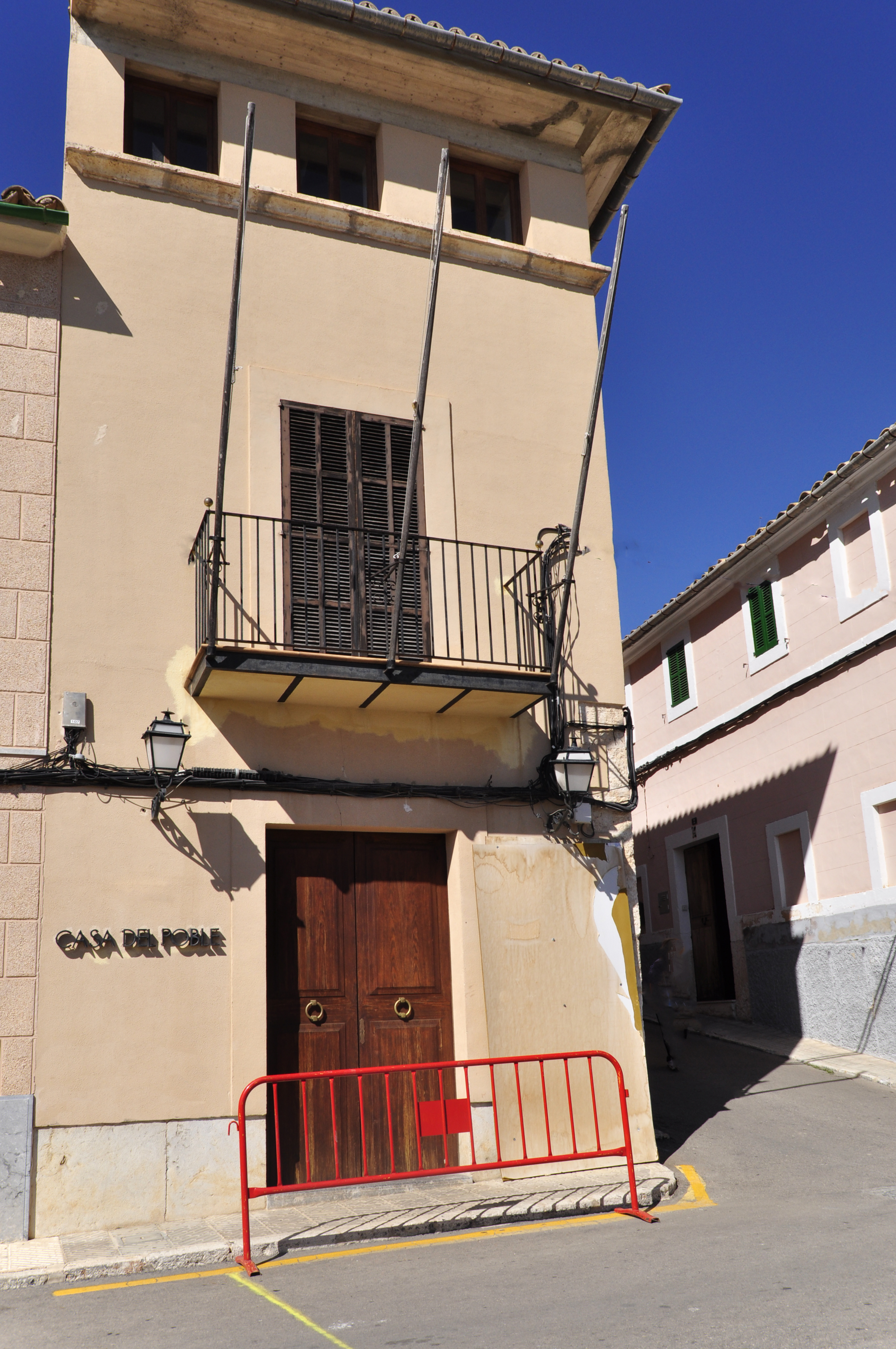
Casa del poble

El tercer domingo de noviembre se concentra gran cantidad de público procedente de toda la isla para asistir a la Feria de la Oliva (Fira de s'Oliva) donde se venden toda clase de productos agroalimentarios y artesanos autóctonos, entre los cuales destacan el aceite de oliva y las olivas.

## Mercado semanal
El mercado semanal de Caimari se hace todos los lunes de las 08.00 h a las 13.00 h en la plaza Mayor de Caimari donde venden fruta verdura, legumbres, flores y plantas, ropa y calzado, etc.